# Médaille Kate-Greenaway
La médaille Kate-Greenaway (Kate Greenaway Medal) est un prix d'illustration en littérature d'enfance et de jeunesse britannique. Créé en souvenir de l'artiste Kate Greenaway, il est décerné tous les ans depuis 1955, conjointement avec la Carnegie Medal qui récompense les écrivains.

## Lauréats
| Date                                                                                         | Illustrateur                                       | Titre | Auteur autre                                                       | Âge de lecture |
| -------------------------------------------------------------------------------------------- | -------------------------------------------------- | --- | ------------------------------------------------------------------ | -------------- |
| 2024                                                                                         | Aaron Becker                                       | The Tree and the River                                                                                         | —                                                                  |                |
| 2023                                                                                         | Jeet Zdung                                         | Saving Sorya: Chang and the Sun Bear                                                                           | Trang Nguyen                                                       |                |
| 2022                                                                                         | Danica Novgorodoff                                 | Long Way Down                                                                                                  | —                                                                  |                |
| 2021                                                                                         | Sydney Smith                                       | Perdu dans la ville (Small In The City)                                                                        | —                                                                  | 4+             |
| 2020                                                                                         | Shaun Tan                                          | Tales from the Inner City                                                                                      | —                                                                  | 12+            |
| 2019                                                                                         | Jackie Morris                                      | Les Mots perdus (The Lost Words)                                                                               | Robert Macfarlane                                                  |                |
| 2018                                                                                         | Sydney Smith                                       | D'ici, je vois la mer (Town Is by the Sea)                                                                     | Joanne Schwartz                                                    | 5+             |
| 2017                                                                                         | Lane Smith                                         | La Tribu des enfants (There Is a Tribe of Kids)                                                                | —                                                                  | 3+             |
| 2016                                                                                         | Chris Riddell                                      | The Sleeper and the Spindle                                                                                    | Neil Gaiman                                                        | 9+             |
| 2015                                                                                         | William Grill                                      | Le voyage extraordinaire: L'aventure vraie d'Ernest Shackleton au cœur de l'Antarctique (Shackleton's Journey) | —                                                                  | 10+            |
| 2014                                                                                         | Jon Klassen                                        | Ce n'est pas mon chapeau (This Is Not My Hat)                                                                  | —                                                                  | 5+             |
| 2013                                                                                         | Levi Pinfold                                       | La légende du Chien noir (Black Dog)                                                                           | —                                                                  | 5+             |
| 2012                                                                                         | Jim Kay                                            | Quelques minutes après minuit (A Monster Calls)                                                                | Patrick Ness                                                       | 9+             |
| 2011                                                                                         | Grahame Baker-Smith                                | FArTHER | —                                                                  | 8+             |
| 2010                                                                                         | Freya Blackwood                                    | Harry and Hopper                                                                                               | Margaret Wild                                                      | 6+             |
| 2009                                                                                         | Catherine Rayner                                   | Le lièvre qui avait de très grands pieds (Harris Finds His Feet)                                               | —                                                                  | 3+             |
| 2008                                                                                         | Emily Gravett                                      | Le Grand livre des peurs (Little Mouse's Big Book of Fears)                                                    | —                                                                  | 6+             |
| 2007                                                                                         | Mini Grey                                          | The Adventures of the Dish and the Spoon                                                                       | —                                                                  | 6+             |
| 2006 La date du prix est la date de publication avant 2006, et la date de remise après 2006. |                                                    | |                                                                    |                |
| 2005                                                                                         | Emily Gravett                                      | Les Loups (Wolves)                                                                                             | —                                                                  | 6+             |
| 2004                                                                                         | Chris Riddell                                      | Jonathan Swift's "Gulliver"                                                                                    | Jonathan Swift (1726) adaptation                                   | 10+            |
| 2003                                                                                         | Shirley Hughes                                     | Ella's Big Chance                                                                                              | — (Cendrillon adapted)                                             | 6+             |
| 2002                                                                                         | Bob Graham                                         | Jethro Byrde, Fairy Child                                                                                      | —                                                                  | 4+             |
| 2001                                                                                         | Chris Riddell                                      | Pirate Diary: The Journal of Jake Carpenter                                                                    | Richard Platt (informational)                                      | 8+             |
| 2000 *                                                                                       | Lauren Child                                       | I Will Never Not Ever Eat a Tomato                                                                             | —                                                                  | 3+             |
| 1999 *                                                                                       | Helen Oxenbury                                     | Alice's Adventures in Wonderland                                                                               | Lewis Carroll (1865)                                               | 8+             |
| 1998                                                                                         | Helen Cooper                                       | Pumpkin Soup                                                                                                   | —                                                                  |                |
| 1997                                                                                         | P. J. Lynch                                        | When Jessie Came Across the Sea                                                                                | Amy Hest                                                           |                |
| 1996                                                                                         | Helen Cooper                                       | The Baby Who Wouldn't Go To Bed                                                                                | —                                                                  |                |
| 1995                                                                                         | P. J. Lynch                                        | The Christmas Miracle of Jonathan Toomey                                                                       | Susan Wojciechowski                                                |                |
| 1994                                                                                         | Gregory Rogers                                     | Way Home | Libby Hathorn                                                      |                |
| 1993                                                                                         | Alan Lee                                           | Black Ships Before Troy                                                                                        | Rosemary Sutcliff                                                  | —              |
| 1992                                                                                         | Anthony Browne                                     | Zoo | —                                                                  |                |
| 1991                                                                                         | Janet Ahlberg                                      | The Jolly Christmas Postman                                                                                    | Allan Ahlberg                                                      |                |
| 1990                                                                                         | Gary Blythe                                        | The Whales' Song                                                                                               | Dyan Sheldon                                                       |                |
| 1989                                                                                         | Michael Foreman                                    | War Boy: A Country Childhood                                                                                   | —                                                                  |                |
| 1988                                                                                         | Barbara Firth                                      | Can't You Sleep Little Bear?                                                                                   | Martin Waddell                                                     |                |
| 1987                                                                                         | Adrienne Kennaway                                  | Crafty Chameleon                                                                                               | Mwenye Hadithi                                                     |                |
| 1986                                                                                         | Fiona French                                       | Snow White in New York                                                                                         | —                                                                  |                |
| 1985                                                                                         | Juan Wijngaard                                     | Sir Gawain and the Loathly Lady                                                                                | retold by Selena Hastings                                          |                |
| 1984                                                                                         | Errol Le Cain                                      | Hiawatha's Childhood                                                                                           | Longfellow (1855)                                                  |                |
| 1983 *                                                                                       | Anthony Browne                                     | Gorilla | —                                                                  | 6+             |
| 1982                                                                                         | Michael Foreman                                    | Long Neck and Thunder Foot et Sleeping Beauty and other favourite fairy tales                                  | Helen Piers et traditionnel                                        | pb —           |
| 1981 *                                                                                       | Charles Keeping                                    | The Highwayman                                                                                                 | Alfred Noyes (1906)                                                | 10+            |
| 1980 *                                                                                       | Quentin Blake                                      | Mr Magnolia | —                                                                  | 3+             |
| 1979                                                                                         | Jan Pieńkowski                                     | Haunted House                                                                                                  | —                                                                  |                |
| 1978 *                                                                                       | Janet Ahlberg                                      | Each Peach Pear Plum                                                                                           | Allan Ahlberg                                                      | 1+             |
| 1977 *                                                                                       | Shirley Hughes                                     | Dogger | —                                                                  | 4+             |
| 1976                                                                                         | Gail E. Haley                                      | The Post Office Cat                                                                                            | —                                                                  | pb             |
| 1975                                                                                         | Victor Ambrus                                      | Horses in Battle et Mishka                                                                                     | — (nonfiction) —                                                   |                |
| 1974                                                                                         | Pat Hutchins                                       | The Wind Blew                                                                                                  | — (informationnel)                                                 |                |
| 1973 *                                                                                       | Raymond Briggs                                     | Father Christmas                                                                                               | —                                                                  | 6+             |
| 1972                                                                                         | Krystyna Turska                                    | The Woodcutter's Duck                                                                                          | —                                                                  |                |
| 1971                                                                                         | Jan Pieńkowski                                     | The Kingdom Under the Sea and other stories                                                                    | retold by Joan Aiken                                               |                |
| 1970                                                                                         | John Burningham                                    | Mr Gumpy's Outing                                                                                              | —                                                                  |                |
| 1969                                                                                         | Helen Oxenbury                                     | The Quangle Wangle's Hat et The Dragon of an Ordinary Family                                                   | Edward Lear (inconnu) ; Margaret Mahy (1969)                       |                |
| 1968                                                                                         | Pauline Baynes                                     | A Dictionary of Chivalry                                                                                       | Grant Uden (reference)                                             |                |
| 1967                                                                                         | Charles Keeping                                    | Charley, Charlotte and the Golden Canary                                                                       | —                                                                  |                |
| 1966                                                                                         | Raymond Briggs                                     | Mother Goose Treasury                                                                                          | traditional                                                        |                |
| 1965                                                                                         | Victor Ambrus                                      | The Three Poor Tailors                                                                                         | —                                                                  |                |
| 1964                                                                                         | C. Walter Hodges                                   | Shakespeare's Theatre                                                                                          | — (nonfiction)                                                     |                |
| 1963 *                                                                                       | John Burningham                                    | Borka: The Adventures of a Goose With No Feathers                                                              | —                                                                  | 4+             |
| 1962                                                                                         | Brian Wildsmith                                    | ABC (ou Brian Wildsmith's ABC)                                                                                 | — (no text)                                                        |                |
| 1961                                                                                         | Antony Maitland                                    | Mrs Cockle's Cat                                                                                               | Philippa Pearce                                                    |                |
| 1960                                                                                         | Gerald Rose                                        | Old Winkle and the Seagulls                                                                                    | Elizabeth Rose                                                     |                |
| 1959                                                                                         | William Stobbs                                     | Kashtanka et A Bundle of Ballads                                                                               | Anton Tchekhov (1887); Ruth Manning-Sanders from the Child Ballads |                |
| 1958                                                                                         | (Prix non décerné faute de livre digne d'être élu) | (Prix non décerné faute de livre digne d'être élu)                                                             | (Prix non décerné faute de livre digne d'être élu)                 |                |
| 1957                                                                                         | V. H. Drummond                                     | Mrs Easter and the Storks                                                                                      | —                                                                  |                |
| 1956 *                                                                                       | Edward Ardizzone (en)                              | Tim All Alone                                                                                                  | —                                                                  | 4+             |
| 1955                                                                                         | (prix non décerné faute de livre digne d'être élu) | (prix non décerné faute de livre digne d'être élu)                                                             | (prix non décerné faute de livre digne d'être élu)                 |                |